# ギャランティス

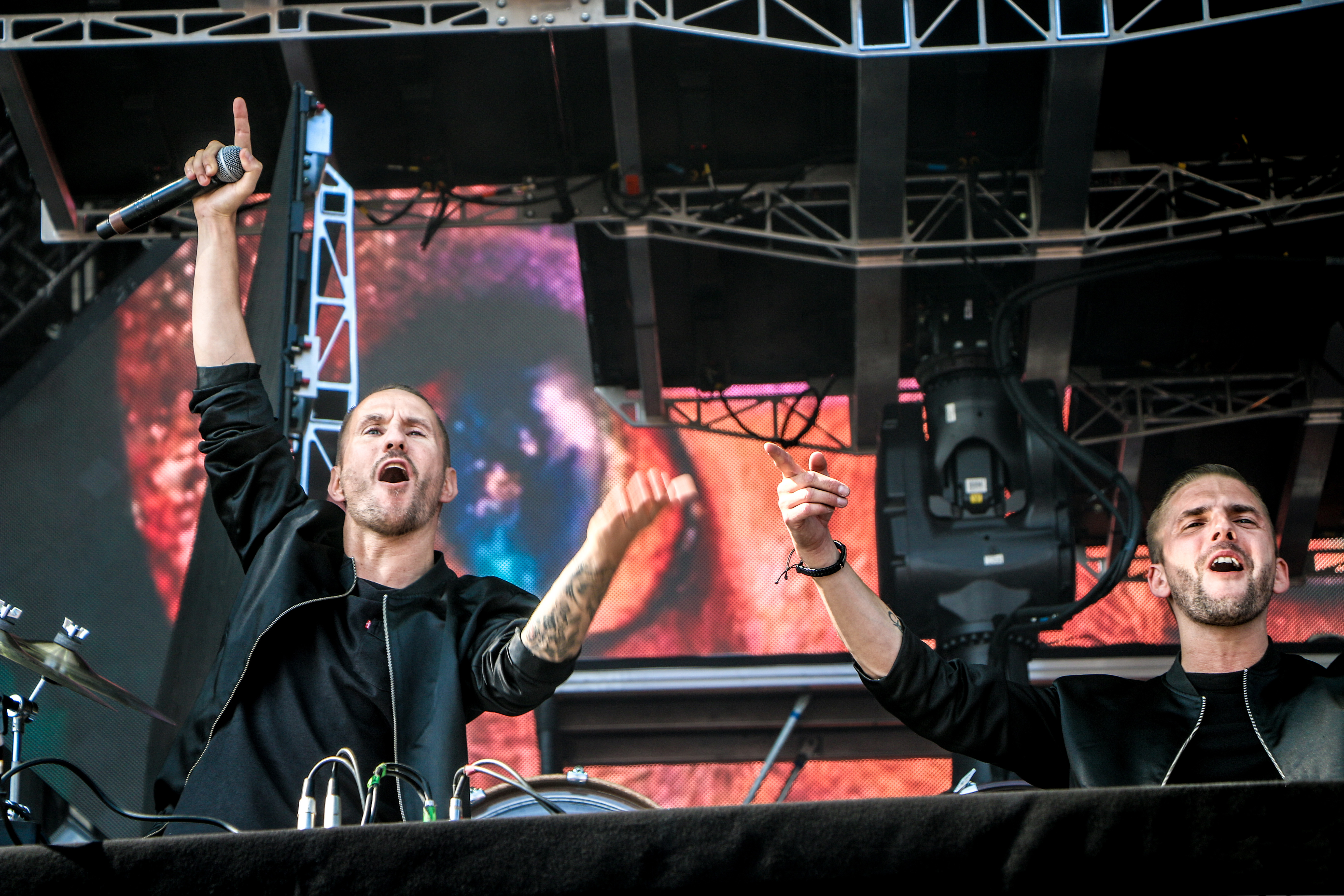
ギャランティス

ギャランティス（Galantis）は、スウェーデン出身のエレクトロ・ユニット、音楽プロデューサー、DJである。公式キャラクターは「シーフォックス」。

## バイオグラフィー
スウェーデンのトリオによるインディー・ポップ・バンド、マイク・スノウのメンバーの1人「ブラッドシャイ (Bloodshy)」ことクリスチャン・カールソンと、ストックホルムを拠点に活動していたプロデューサー/ソングライターの「スタイル・オブ・アイ (Style Of Eye)」ことリナス・エクレイが、2007年にストックホルム市内のスタジオで出会ったのが始まり。翌年には2人でスタジオワークを開始するようになり、2009年にはマイク・スノウの曲「Animal」をリミックスしている際に、互いに曲を書いてアイデアをスクラップするようになる。クリスチャンはリナスのことを「彼は音の世界を広げる、アメージングなプログラマー兼デザイナー。ある意味、芸術家に匹敵するけど、僕は違う」と語る。
放置しっ放しで完成しないアイデアばかりだった中、2人はループ・ベースが続きソフト・シンセサイザーで音を創ってゆくというこれまでのダンスミュージックのスタイルを放棄し、ギターとピアノで曲を書いてそのトラックの上にクリスチャンがボーカルを乗せるというやり方が最適という考えに達すると共に、これが2人の開始当時からのアプローチにもなっている。クリスチャンは「ある程度、ラフな感じで曲を仕上げ、目的に応じて、人が服を着るように、サウンドを乗せていくんだ」という風に語っている。

### 2013年
ワーナー・ミュージック傘下のビッグ・ビート・レコードと契約を交わし、スウェーデンとフィンランドの間バルト海の中の群島にあるスタジオでレコーディングを開始。先行シングルとして「Smile」を発表。チャート的には失敗に終わったがアメリカのDJ、カスケイドなどのDJによりリミックスされクラブでヒットとなった。

### 2014年
2月には再びシングル「You」を発表。これも各DJに絶賛されて多数のリミックスが制作される。同年4月1日には初のEPを発表すると共に、カリフォルニア州インディオにて開催される大型音楽フェス、コーチェラ・フェスティヴァルにも出演。同年10月には初のアルバム『ファーマシー』に先駆けて、先行シングル「Runaway (U & I)」を発表。この曲はイギリスとオーストラリアで4位、オランダで3位、ベルギーで6位を記録するヒットとなっている。また日本でも2015年6月24日にアルバム『ファーマシー』でデビューすると共に、7月下旬に開催されたフジロックフェスティバル2日目のトライバルサーカスステージに出演した。

### 2016年
4月に「No Money」、9月には「Love On Me」がリリースされた。9月にお台場で開催されたウルトラ・ジャパン2日目のメインステージに出演した。

## ディスコグラフィ

### スタジオ・アルバム
- 『ファーマシー』 - Pharmacy (2015年、Atlantic)
- 『ジ・アヴィアリー』 - The Aviary (2017年、Atlantic)
- 『チャーチ』 - Church (2020年、Atlantic)

### EP
- Raveheart (2012年、Big Beat/Atlantic)
- Galantis (2014年、Big Beat/Atlantic)

### シングル
- "Raveheart" (2012年)
- "Smile" (2014年)
- "You" (2014年)
- "Runaway (U & I)" (2014年)
- "Gold Dust" (2015年)
- "Peanut Butter Jelly" (2015年)
- "In My Head" (2015年)
- "Louder Harder Better" (2016年)
- "No Money" (2016年)
- "Make Me Feel" (2016年) ※with East & Young
- "Love on Me" (2016年) ※with Hook n Sling
- "Pillow Fight" (2016年)
- "Rich Boy" (2017年)
- "Hunter" (2017年)
- "Tell Me You Love Me" (2017年) ※with Throttle
- "Spaceship" (2018年) ※featuring アフィ
- "Satisfied" (2018年) ※featuring MAX
- "Mama Look at Me Now" (2018年)
- "Emoji" (2018年)
- "San Francisco" (2018年) ※featuring ソフィア・カーソン
- "Bones" (2019年) ※featuring ワンリパブリック
- "I Found U" (2019年) ※with パッション・ピット
- "We Can Get High" (2019年) ※with Yellow Claw
- "Roots" (2019年) ※with Valerie Broussard
- "Holy Water" (2019年)
- "Faith" (2019年) ※with ドリー・パートン featuring Mr Probz
- "The Lake" (2020年) ※with Wrabel
- "I Fly" (2020年)
- "Only a Fool" (2020年) ※with Ship Wrek and Pink Sweats
- "Pretty Please" (2020年) ※with ジャクソン・ウォン
- "Fuck Tomorrow Now" (2020年)
- "Tu Tu Tu (That's Why We)" (2020年) ※with Nghtmre and Liam O'Donnell
- "Dandelion" (2021年) ※with Jvke
- "The Best" (2021年) ※with Hook n Sling and Karen Harding
- "Heartbreak Anthem" (2021年) ※with デヴィッド・ゲッタ、リトル・ミックス
- "Tears for Later" (2021年) ※with ドン・ディアブロ
- "Sweet Talker" (2021年) ※with イヤーズ・アンド・イヤーズ
- "Alien" (2021年) ※with Lucas & Steve and Ilira
- "When the Lights Go Down" (2022年) ※with DVBBS featuring コーディー・シンプソン
- "Run" (2022年) ※with Becky Hill
- "Good Luck" (2022年) ※with メイベル、ジャックス・ジョーンズ